# Bryum canariense
Bryum canariense là một loài Rêu trong họ Bryaceae. Loài này được Brid. mô tả khoa học đầu tiên năm 1817.